# Larisa Udovičenko
Larisa Ivanovna Udovičenko (in russo Лариса Ивановна Удовиченко?, in ucraino Лариса Іванівна Удовиченко?; Vienna, 29 aprile 1955) è un'attrice russa di origine ucraina, cresciuta a Odessa.
La svolta della sua carriera avviene con lo sceneggiato Mesto vstrechi izmenit nelzya, con Vladimir Vysockij.

## Filmografia parziale

### Cinema
- Dočki-materi (Дочки-матери), regia di Sergej Gerasimov (1974)
- Pena (Пена), regia di Aleksandr Borisovič Stefanovič (1979)
- Vystrel v spinu (Выстрел в спину), regia di Vladimir Čebotarёv (1979)
- Ženatyj cholostjak (Женатый холостяк), regia di Vladimir Abramovič Rogovoj (1982)
- Uspech (Успех), regia di Konstantin Chudjakov (1984)
- Zimnjaja višnja (Зимняя вишня), regia di Igor' Fёdorovič Maslennikov (1985)
- Iskrenne Vaš (Искренне Ваш…), regia di Alla Surikova (1985)
- Opasno dlja žizni! (Опасно для жизни!), regia di Leonid Iovič Gajdaj (1985)
- Sukiny deti (Сукины дети), regia di Leonid Filatov (1990)
- Di tutti i colori, regia di Max Nardari (2019)

### Televisione
- Mesto vstrechi izmenit nelzya (Место встречи изменить нельзя), regia di Stanislav Govoruchin – miniserie TV (1979)
- Malenkie tragedii (Маленькие трагедии), regia di Michail Šveicer – miniserie TV (1980)
- Meri Poppins, do svidaniya (Мэри Поппинс, до свидания!), regia di Leonid Kvinikhidze – film TV (1983)
- Myortvye dushi, regia di Michail Šveicer – miniserie TV (1984)